# Гуляєв Вадим Володимирович
Гуляєв Вадим Володимирович (7 березня 1941 — 17 квітня 1998) — радянський ватерполіст.
Олімпійський чемпіон 1972 року, срібний призер 1968 року, учасник 1976 року.
Чемпіон світу з водних видів спорту 1975 року.
Чемпіон Європи з водного поло 1966, 1970 років.